# A2100
A2100 es un tipo de satélite de comunicaciones construido por Lockheed Corporation.
Está diseñado para ofrecer servicio para diferentes necesidades en comunicaciones, incluyendo comunicaciones de banda ancha en banda Ka y servicios de radiodifusión, servicios fijos en banda C, servicios de radiodifusión dirigidos de alta potencia usando la banda Ku y servicios móviles usando UHF, banda L y banda S. El primer satélite modelo A2100, AMC-1, fue lanzado el 8 de septiembre de 1996; y, se han lanzado más de 45 satélites en base al A2100, con más de 400 años de servicio total en órbita.
Recientes naves espaciales A2100 incluyen: JCSAT-13 y VINASAT-2, lanzados en mayo de 2012, en un cohete Ariane 5.
El modelo A2100 es modular y puede configurarse en diferentes tamaños:
- A2100A: de 1 a 4 kW de potencia.
- A2100AX: de 4 a X kW de potencia.
- A2100AXS: es un A2100AX mejorado.
- A2100AXX: versión agrandada para ofrecer servicios de comunicación móvil.
- A2100M: para necesidades militares.